# آرتاشس هایریان
آرتاشس آرتمی هایریان (ارمنی: Արտաշես Արտեմի Հայրիյան؛  زادهٔ ۱۸ فوریهٔ ۱۹۴۲ - درگذشته ۱۶ اوت ۲۰۲۳) خواننده، اپرا اهل ارمنستان بود. وی بین سال‌های - تا - میلادی فعالیت می‌کرد.

## زندگی‌نامه
وی در ۱۸ فوریهٔ ۱۹۴۲ در باکو به دنیا آمد .   همچنین برندهٔ جوایزی همچون هنرمند شایسته ارمنستان شوروی (۱۹۷۴) شده است. از سال ۱۹۹۲ در ایالات متحده آمریکا زندگی می‌کرد. وی در ۱۶ اوت ۲۰۲۳ در سن ۸۱ سالگی درگذشت.